# Madam Pepermunt
Madam Pepermunt is het 63ste stripverhaal van Jommeke. De reeks wordt getekend door striptekenaar Jef Nys.

## Personages
- Jommeke
- Flip
- Filiberke
- Pekkie
- Annemieke
- Rozemieke
- Choco
- Madam Pepermunt
- Bobos
- boeven : Cat Caters, Bumper en naamloze man
- kleine rollen : notaris Knickerboll, Ted Boum, ...

## Verhaal
Flip vindt een verdwaald hondje dat volgens de naam in zijn strik Bobos heet. In de krant vindt Jommeke een zoekertje van de eigenares. Ze brengen het hondje naar het aangegeven adres en krijgen als beloning een halve rol pepermuntjes. Ze merken dat de vrouw gewapend is en al 20 jaar op de vlucht is voor dieven. Ontevreden over de beloning dringt Flip het huis binnen en merkt hij dat een grote brandkast staat die met de code 'bobos' geopend kan worden. Jommeke, Flip en Filiberke bellen opnieuw aan, waarna Flip vertelt dat hij van de brandkast weet en neergeschoten wordt. Het pistool blijkt echter met pepermuntjes geladen te zijn. Uiteindelijk vertelt de vrouw, die de vrienden 'Madam Pepermunt' noemen omdat ze onbekend wil blijven, haar verhaal. In haar brandkast liggen de papieren die toegang geven tot de erfenis van haar vader, maar die ze pas na twintig jaar mag openen. Die periode is bijna om en al die tijd wordt ze al door bandieten achtervolgd. De vrienden besluiten Madam Pepermunt te helpen. Die avond dringen de drie bandieten binnen en worden ze verjaagd. Jommeke komt nu op het idee om het testament in de brandkast te vervalsen en de brandkast te laten stelen, wat kort daarop gebeurt.
Zonder bedreiging trekken Madam Pepermunt en de vrinden naar de Verenigde Staten om de erfenis op te halen. Ze verbergen het testament onder de trui van Filiberke. Ze trekken te paard door de Far West naar het dorpje Old Goldhill. Ondertussen hebben de boeven ontdekt, dat het testament vervalst is en zitten ze ook in Amerika. Ze slagen erin de vrienden te overmeesteren, maar Jommeke maakt hen wijs dat het testament al bij de notaris is. De boeven trekken met Filiberke als gijzelaar naar de notaris. De vrienden kunnen zich bevrijden met de hulp van Flip, Pekkie en Bobos. In het dorp merken de boeven dat ze bedrogen zijn. De vrienden ontmoeten hen in de saloon, waar hun leider, Cat Caters, Filiberke dreigt neer te schieten als hij het testament niet krijgt. De waard is hier echter niet mee gediend. Hij was nog bokserskampioen en helpt de vrienden de boeven te overmeesteren. Daarna onthult Flip dat het testament al die tijd bij Filiberke en dus bij de boeven was. De notaris en Madam Pepermunt, die juffrouw Goldmann blijkt te heten, ontmoeten elkaar waarna de notaris vertelt dat Cat Caters zijn bediende was en daardoor van het testament wist. Daarom gaf hij Madam Pepermunt de opdracht te vluchten. Eenmaal het avontuur achter de rug is, trekken de vrienden met Madam Pepermunt naar haar erfenis, een berg met een door haar vader ontdekte rijke goudader.

## Achtergronden bij het verhaal
- Dit album hoort bij de klassieke achtervolgingsverhalen waarbij de vrienden een schat of waardevol voorwerp uit de handen van boeven dienen te houden. Een nieuw element bij dit soort verhalen is dat ze nu een wat oudere vrouw hierbij helpen die de eigenares van een schat blijkt te zijn. Dit thema zal in de toekomst nog vaak voorkomen.
- In dit album wordt het personage Madam Pepermunt geïntroduceerd. Zij heet in feite juffrouw Goldmann en is Amerikaans. Via haar vader erft ze een goudberg waardoor ze een van de rijkste vrouwen van het land wordt. Ze heeft een klein hondje, Bobos, bij zich. Madam Pepermunt zal later in de reeks een vaak terugkomend personage worden, vooral in verhalen die zich in de Verenigde Staten en het westen ervan afspelen. Later blijkt dat ze nog een jongere broer en nichtje heeft.
- In dit album trekken de vrienden opnieuw naar de Far West, maar ditmaal zijn er geen indianen in het verhaal betrokken, maar cowboys.